# Comblessac
Comblessac è un comune francese di 650 abitanti situato nel dipartimento dell'Ille-et-Vilaine nella regione della Bretagna.
Il territorio comunale è bagnato dalle acque del fiume Aff.

## Società

### Evoluzione demografica
Abitanti censiti